# Fortschritt E 524
Der Fortschritt E 524 ist ein selbstfahrender Mähdrescher des VEB Kombinat Fortschritt Landmaschinen. Gebaut wurde der E 524 im Mähdrescher-Werke in Singwitz von 1988 bis 1990. Unter dem Namen ERNTEMEISTER wurde dieses Mähdreschermodell noch bis in die späten 1990er Jahre gebaut.

## Beschreibung
Die Leistung des flüssigkeitsgekühlten Motors wurde auf 152 PS gesteigert. Der Korntank fasst 4,8 m³ oder 5,2 m³.

## Technische Daten
| Kenngrößen                       | Fortschritt E 524                         |
| Motor                            | Motor                                     |
| -------------------------------- | ----------------------------------------- |
| Bezeichnung                      | 6 VD 13,5/12 SRF                          |
| Typ                              | Reihensechszylinder-Viertaktdieselmotor   |
| Kühlung                          | Flüssigkeitskühlung                       |
| Nennleistung                     | 112 kW (152 PS)                           |
| Getriebe                         | 3-Gang-Getriebe mit Variator              |
| Bereifung                        | 18,4-30 12 PR (vorn), 10-20 8 PR (hinten) |
| Abmessungen und sonstige Angaben |                                           |
| Länge                            | 7880 mm                                   |
| Breite                           | 2980 mm                                   |
| Höhe                             | 3900 mm                                   |
| Kanalbreite                      | 1280 mm                                   |
| Trommeldurchmesser               | 600 mm                                    |